# 小行星9625
小行星9625（英語：9625）是一颗围绕太阳公转的小行星。1993年4月16日，上田清二、金田宏在钏路市发现了此天体。
这颗小行星的绝对星等为323.8697377874714等。